# Marco y panel
La construcción de marcos y paneles, también llamada riel y montante, es una técnica de carpintería que se usa a menudo en la fabricación de puertas, revestimientos de madera y otras características decorativas para gabinetes, muebles y hogares. La idea básica es capturar un panel 'flotante' dentro de un marco resistente, a diferencia de las técnicas utilizadas para hacer una puerta de armario de madera maciza o un frente de cajón, la puerta está construida con varias piezas de madera maciza que corren en dirección vertical u horizontal con los extremos expuestos. Por lo general, el panel no se pega al marco, sino que se deja "flotar" dentro del mismo para que el movimiento estacional de la madera que compone el panel no distorsione el marco.
La construcción del marco y el panel en su forma más sencilla consta de cinco miembros: el panel y los cuatro miembros que forman el marco. Los miembros verticales del marco se denominan montantes, mientras que los miembros horizontales se conocen como rieles . Un elemento básico de marco y panel consta de un riel superior, un riel inferior, dos montantes y un panel. Este es un método común de construir puertas de gabinetes y a menudo se las denomina puertas de cinco piezas .
En los paneles más grandes es común dividir el panel en una o más secciones. Para albergar los paneles adicionales, se agregan al marco piezas divisorias conocidas como rieles intermedios y montantes intermedios o montantes secundarios .

## Los paneles
El panel se coloca en una ranura hecha en el borde interior de los miembros del marco o se aloja en un rebaje de borde hecho en el borde interior trasero. Los paneles se hacen un poco más pequeños que el espacio disponible dentro del marco para proporcionar espacio libre para el movimiento, ya que la madera se expandirá y contraerá a lo largo de la veta, y un panel ancho hecho de madera maciza podría cambiar el ancho en media pulgada, deformando el marco de la puerta. Al permitir que el panel de madera flote, este puede expandirse y contraerse sin dañar la puerta. Un panel típico se cortaría para dejar 1/4" (5 mm) entre él mismo y la parte inferior de la ranura en el marco. Es habitual colocar algún tipo de material elástico en la ranura entre el borde del panel y el marco antes del montaje. Estos artículos centran el panel en el marco y absorben el movimiento estacional. Un artículo popular para este propósito es una pequeña pelota de goma, conocida como spaceball (un producto de marca registrada). Algunos ebanistas también usarán pequeños trozos de corcho para permitir el movimiento. Los paneles suelen ser planos o elevados .
Un panel plano tiene su cara visible al ras con el frente de la ranura en el marco. Esto le da al panel una apariencia de inserción. Este estilo de panel se fabrica comúnmente con materiales artificiales como MDF o madera contrachapada, pero también se puede fabricar con madera maciza o tablones machihembrados. Los paneles hechos de MDF se pintarán para ocultar su apariencia, pero los paneles de madera contrachapada con chapa de madera dura se teñirán y terminarán para que coincidan con los largueros y montantes de madera maciza.
Un panel elevado tiene un perfil cortado en su borde para que la superficie del panel quede al ras o sobresalga del marco. Algunos perfiles populares son el conopial, el chaflán y la pala o la cala . Los paneles se pueden levantar mediante una serie de métodos: los dos más comunes en los gabinetes modernos son mediante la moldura en la sierra de mesa o el uso de un cortador de elevación de paneles en un enrutador de madera o moldeador de husillo .

## El marco
Los marcos se pueden construir por varios métodos: capa y palo, mortaja y espiga, junta de brida o una junta a tope simple. Cope and stick es el método más común, ya que es más eficiente de fabricar. La mortaja y la espiga son las más fuertes y, a menudo, se usan para puertas grandes a las que se les impondrán mayores tensiones. Las juntas de brida se utilizan normalmente en trabajos menos formales, ya que la fibra expuesta se considera poco atractiva, mientras que las juntas a tope, al ser débiles, solo se utilizan en ensamblajes muy pequeños.
Los montantes y rieles a menudo tienen un corte de perfil en el borde interior de la cara exterior, generalmente una versión más pequeña para que coincida con el perfil del panel. En algunos estilos de paneles, también se puede cortar un perfil en el borde exterior de la cara exterior.
En la ebanistería moderna, la ebanistería de frente y vigas se logra con un juego de cúter especiales. Estos cortan el perfil en el borde de las partes del marco y también cortan una versión inversa del mismo perfil en los extremos del riel para que puedan deslizarse sobre los extremos de los largueros y pegarse en su lugar. Si se hace correctamente, el corte de la cofia en el extremo del raíl encajará perfectamente con el perfil de pegado. Cuando se unen con pegamento, la junta resultante tendrá suficiente resistencia para la mayoría de las aplicaciones de puertas de gabinetes sin refuerzo adicional. En el caso de puertas extremadamente grandes y pesadas, la unión de la moldura y el montante se puede reforzar aún más con tacos, espigas sueltas o algún otro método.
Para los otros métodos de construcción del marco, el perfil interior se crea ya sea pegando en inglete o aplicando una moldura.
En el pegado en inglete, el perfil (conocido como pegado) se aplica a los bordes tanto del riel como del montante y luego se quita una sección del pegado en los extremos de cada montante dejando un borde en inglete que se alinea con un corte en inglete similar en los extremos del pegado en cada riel. Este método tradicional requiere más tiempo para completarse, de ahí la popularidad de la capa y el palo para los artículos manufacturados.
Cuando se va a usar moldura aplicada, la moldura se aplica al borde interior de la cara exterior del marco después de que se hayan ensamblado el marco y el panel.

## Proceso de ensamblaje
El proceso de fabricación de puertas con paneles elevados comienza con el pegado de los paneles y luego continúa con el corte y la preparación de las partes del marco. A continuación, los paneles se cortan a medida y se les da forma. Las piezas y el panel se lijan antes de la construcción. También es común aplicar un acabado a los paneles antes del ensamblaje para que la madera en bruto no sea visible si el panel se encoge. Las juntas se pegan y se colocan en abrazaderas. Si los elementos del marco y el panel son de grado de pintura, a veces se clavan en las juntas del marco en el reverso. La puerta luego pasa a terminar de lijar donde se lleva a su espesor final, y se agrega el perfil exterior si es necesario.